# Anthony Lane
Anthony Lane (* 1962 in England) ist ein britischer Filmkritiker und Journalist.

## Leben
Anthony Lane besuchte die Sherborne School und schloss sein Englischstudium mit einer Arbeit über den Dichter T. S. Eliot am Trinity College, University of Cambridge ab. Anschließend arbeitete er eine Zeit lang als freier Autor und Literaturkritiker für die britische Tageszeitung The Independent. Ab 1991 war er Filmkritiker für die Sonntagsausgabe Independent on Sunday. 1993 erhielt er das Angebot von Tina Brown für den New Yorker als Filmkritiker zu schreiben. Seitdem ist er dort tätig und teilt sich den Job mit David Denby. Für seine Filmkritiken wurde Lane bisher drei Mal für den National Magazine Award nominiert. Nachdem er 1996 und 2000 leer ausging, wurde er im Jahr 2001 ausgezeichnet.
Gemeinsam mit seiner Frau, der walisischen Schriftstellerin Allison Pearson, und den beiden Kindern, lebt Lane in Cambridge.
Lane ist der „absolute[r] Lieblingskritiker“ vom zweifachen Oscarpreisträger Christoph Waltz. Zwar sei er „oft nicht seiner Meinung. Aber mit welch scharfem Auge der guckt! Und mit welch scharfer Feder der schreibt! Unerreicht.“